# Eqbal Ahmad
Pour les articles homonymes, voir Ahmad.
Eqbal Ahmad (1933 - 11 mai 1999) est un écrivain, journaliste et militant pacifiste pakistanais.
Ahmad a collaboré avec des militants comme Noam Chomsky, Edward Said, Howard Zinn, Ibrahim Abu-Lughod, Richard Falk, Fredric Jameson, Alexander Cockburn et Daniel Berrigan.

## Sources
- Confronting Empire (with David Barsamian), , 2000, South End Press,  (ISBN 0-89608-615-1).
- The Selected Writings of Eqbal Ahmad edited by Carollee Bengelsdorf, Margaret Cerullo & Yogesh Chandrani, 2006, Columbia University Press,  (ISBN 0-231-12711-1)
- Terrorism: Theirs and Ours (with David Barsamian), 2001, Seven Stories Press,  (ISBN 1-58322-490-4)

## Référence
- (en) Cet article est partiellement ou en totalité issu de l’article de Wikipédia en anglais intitulé « Eqbal Ahmad » (voir la liste des auteurs).

1. ↑  « http://asteria.fivecolleges.edu/findaids/hampshire/mah007_main.html » (consulté le 17 avril 2017)